# Lespesia
Lespesia is een geslacht van vliegen (Brachycera) uit de familie van de sluipvliegen (Tachinidae). De wetenschappelijke naam van het geslacht is voor het eerst geldig gepubliceerd in 1863 door Robineau-Desvoidy.

## Soorten
- L. aletiae (Riley, 1879)
- L. anisotae (Webber, 1930)
- L. anonyma (Riley, 1872)
- L. archippivora (Riley, 1871)
- L. callosamiae Beneway, 1963
- L. ciliata (Macquart, 1834)
- L. cuculliae (Webber, 1930)
- L. datanarum (Townsend, 1892)
- L. dubia (Williston, 1889)
- L. euchaetiae (Webber, 1930)
- L. fasciagaster Beneway, 1963
- L. ferruginea (Reinhard, 1924)
- L. flavifrons Beneway, 1963
- L. frenchii (Williston, 1889)
- L. fulvipalpis (Bigot, 1889)
- L. laniiferae (Webber, 1930)
- L. marginalis (Aldrich and Webber, 1924)
- L. melalophae (Allen, 1926)
- L. parva Beneway, 1963
- L. parviteres (Aldrich and Webber, 1924)

- L. pholi (Webber, 1930)
- L. pilatei (Coquillett, 1897)
- L. rileyi (Williston, 1889)
- L. rubra (Townsend, 1916)
- L. rubripes Sabrosky, 1980
- L. sabroskyi Beneway, 1963
- L. schizurae (Townsend, 1891)
- L. stonei Sabrosky, 1977
- L. testacea (Webber, 1930)
- L. texana (Webber, 1930)
- L. westonia (Webber, 1930)